# Ostrov, Karlovy Vary
Ostrov là một thị trấn thuộc huyện Karlovy Vary, vùng Karlovarský, Cộng hòa Séc.